# Simon Trummer
Simon Trummer (Frutigen, 8 de junho de 1989) é um piloto suíço de automobilismo.
Em 2010, Trummer participou da temporada inaugural da GP3 Series pela equipe Jenzer Motorsport. Terminou a temporada em 25º na classificação final com quatro pontos. Ele se mudou para a MW Arden para disputar a temporada de 2011. Depois de competir na etapa final da temporada de 2011 da GP2 Series em Yas Marina que não era válida para o campeonato, Trummer continuou sua colaboração com a Arden International em 2012, mas mudou para a GP2 Series e disputou da categoria em tempo integral. Ele se juntou ao veterano Luiz Razia para disputar a série na equipe, e terminou em 23º na classificação final. Ele então foi para Rapax para competir na temporada da GP2 Series de 2013, ele continuo na Rapax para a disputa da temporada de 2014. Em 2015, Trummer participou de apenas algumas corridas na GP2 pela equipe Hilmer Motorsport.